# 達里奧·舒馬赫
達里奧·舒馬赫（德語：Dario Schumacher；1993年4月1日—）是一位德國足球運動員，在場上的位置是中場。他現在效力於沙爾克04二隊。